# Hit Me Hard and Soft: the Tour
L'Hit Me Hard and Soft: the Tour è il terzo tour musicale della cantante statunitense Billie Eilish, a supporto del suo terzo album in studio Hit Me Hard and Soft (2024).

## Informazioni
Il 29 aprile 2024 Billie Eilish ha rivelato le 81 date originarie del tour, con concerti tra Nord America, Australia ed Europa. La prevendita si è svolta il 30 aprile, mentre la vendita generale dei biglietti è stata aperta il 5 maggio seguente. A un giorno dall'inizio del tour, vengono aggiunti altri due spettacoli presso il Kia Forum di Inglewood, California, fissati al 20 e 21 dicembre 2024. Il 19 maggio 2025 vengono annunciate due date a Tokyo in agosto e ulteriori ventuno date negli Stati Uniti per l'autunno del medesimo anno.

## Scaletta
Questa scaletta rappresenta quella del concerto del 29 settembre 2024 a Québec. Non è, pertanto, rappresentativa per tutti gli spettacoli del tour.
Intro (contiene elementi di The Greatest e Chihiro)
1. Chihiro
2. Lunch
3. NDA
4. Therefore I Am
5. Wildflower
6. When the Party's Over
7. The Diner
8. Ilomilo
9. Bad Guy
10. The Greatest
11. Male Fantasy
12. Skinny
13. TV

Bittersuite (video interlude)
1. Bury a Friend
2. Oxytocin
3. You Should See Me in a Crown
4. Guess (Remix)
5. Everything I Wanted
6. Blue
7. Lovely / Idontwannabeyouanymore / Ocean Eyes
8. L'amour de ma vie / L'amour de ma vie [Over Now Extended Edit]
9. What Was I Made For?
10. Happier than Ever
11. Birds of a Feather

## Date del tour
| Data              | Città         | Stato           | Luogo                         | Spettatori      | Incasso      |              |
| Nord America      | Nord America  | Nord America    | Nord America                  | Nord America    | Nord America | Nord America |
| ----------------- | ------------- | --------------- | ----------------------------- | --------------- | ------------ | ------------ |
| 29 settembre 2024 | Québec        | Canada          | Vidéotron Centre              | 17.931 / 17.931 | $2.475.992   |              |
| 1º ottobre 2024   | Toronto       | Canada          | Scotiabank Arena              | —               | —            |              |
| 2 ottobre 2024    | Toronto       | Canada          | Scotiabank Arena              | —               | —            |              |
| 4 ottobre 2024    | Baltimora     | Stati Uniti     | CFG Bank Arena                | —               | —            |              |
| 5 ottobre 2024    | Filadelfia    | Stati Uniti     | Wells Fargo Center            | 18.236 / 18.236 | $3.376.805   |              |
| 7 ottobre 2024    | Detroit       | Stati Uniti     | Little Caesars Arena          | —               | —            |              |
| 9 ottobre 2024    | Newark        | Stati Uniti     | Prudential Center             | 17.106 / 17.106 | $3.094.655   |              |
| 11 ottobre 2024   | Boston        | Stati Uniti     | TD Garden                     | 16.057 / 16.057 | $2.907.737   |              |
| 13 ottobre 2024   | Pittsburgh    | Stati Uniti     | PPG Paints Arena              | —               | —            |              |
| 16 ottobre 2024   | New York City | Stati Uniti     | Madison Square Garden         | 54.866 / 54.866 | $9.498.638   |              |
| 17 ottobre 2024   | New York City | Stati Uniti     | Madison Square Garden         | 54.866 / 54.866 | $9.498.638   |              |
| 18 ottobre 2024   | New York City | Stati Uniti     | Madison Square Garden         | 54.866 / 54.866 | $9.498.638   |              |
| 2 novembre 2024   | Atlanta       | Stati Uniti     | State Farm Arena              | —               | —            |              |
| 3 novembre 2024   | Atlanta       | Stati Uniti     | State Farm Arena              | —               | —            |              |
| 6 novembre 2024   | Nashville     | Stati Uniti     | Bridgestone Arena             | —               | —            |              |
| 8 novembre 2024   | Cincinnati    | Stati Uniti     | Heritage Bank Center          | —               | —            |              |
| 10 novembre 2024  | Saint Paul    | Stati Uniti     | Xcel Energy Center            | 35.547 / 35.547 | $5.888.989   |              |
| 11 novembre 2024  | Saint Paul    | Stati Uniti     | Xcel Energy Center            | 35.547 / 35.547 | $5.888.989   |              |
| 13 novembre 2024  | Chicago       | Stati Uniti     | United Center                 | —               | —            |              |
| 14 novembre 2024  | Chicago       | Stati Uniti     | United Center                 | —               | —            |              |
| 16 novembre 2024  | Kansas City   | Stati Uniti     | T-Mobile Center               | —               | —            |              |
| 17 novembre 2024  | Omaha         | Stati Uniti     | CHI Health Center             | —               | —            |              |
| 19 novembre 2024  | Denver        | Stati Uniti     | Ball Arena                    | —               | —            |              |
| 20 novembre 2024  | Denver        | Stati Uniti     | Ball Arena                    | —               | —            |              |
| 3 dicembre 2024   | Vancouver     | Canada          | Rogers Arena                  | —               | —            |              |
| 5 dicembre 2024   | Seattle       | Stati Uniti     | Climate Pledge Arena          | 32.402 / 32.402 | $5.736.051   |              |
| 6 dicembre 2024   | Seattle       | Stati Uniti     | Climate Pledge Arena          | 32.402 / 32.402 | $5.736.051   |              |
| 8 dicembre 2024   | Portland      | Stati Uniti     | Moda Center                   | —               | —            |              |
| 10 dicembre 2024  | San Jose      | Stati Uniti     | SAP Center                    | —               | —            |              |
| 11 dicembre 2024  | San Jose      | Stati Uniti     | SAP Center                    | —               | —            |              |
| 13 dicembre 2024  | Glendale      | Stati Uniti     | Desert Diamond Arena          | —               | —            |              |
| 15 dicembre 2024  | Inglewood     | Stati Uniti     | Kia Forum                     | —               | —            |              |
| 16 dicembre 2024  | Inglewood     | Stati Uniti     | Kia Forum                     | —               | —            |              |
| 17 dicembre 2024  | Inglewood     | Stati Uniti     | Kia Forum                     | —               | —            |              |
| 20 dicembre 2024  | Inglewood     | Stati Uniti     | Kia Forum                     | —               | —            |              |
| 21 dicembre 2024  | Inglewood     | Stati Uniti     | Kia Forum                     | —               | —            |              |
| Oceania           |               |                 |                               |                 |              |              |
| 18 febbraio 2025  | Brisbane      | Australia       | Brisbane Entertainment Centre | —               | —            |              |
| 19 febbraio 2025  | Brisbane      | Australia       | Brisbane Entertainment Centre | —               | —            |              |
| 21 febbraio 2025  | Brisbane      | Australia       | Brisbane Entertainment Centre | —               | —            |              |
| 22 febbraio 2025  | Brisbane      | Australia       | Brisbane Entertainment Centre | —               | —            |              |
| 24 febbraio 2025  | Sydney        | Australia       | Qudos Bank Arena              | 79.314 / 79.314 | $9.644.744   |              |
| 25 febbraio 2025  | Sydney        | Australia       | Qudos Bank Arena              | 79.314 / 79.314 | $9.644.744   |              |
| 27 febbraio 2025  | Sydney        | Australia       | Qudos Bank Arena              | 79.314 / 79.314 | $9.644.744   |              |
| 28 febbraio 2025  | Sydney        | Australia       | Qudos Bank Arena              | 79.314 / 79.314 | $9.644.744   |              |
| 4 marzo 2025      | Melbourne     | Australia       | Rod Laver Arena               | —               | —            |              |
| 5 marzo 2025      | Melbourne     | Australia       | Rod Laver Arena               | —               | —            |              |
| 7 marzo 2025      | Melbourne     | Australia       | Rod Laver Arena               | —               | —            |              |
| 8 marzo 2025      | Melbourne     | Australia       | Rod Laver Arena               | —               | —            |              |
| Europa            |               |                 |                               |                 |              |              |
| 23 aprile 2025    | Stoccolma     | Svezia          | Avicii Arena                  | —               | —            |              |
| 24 aprile 2025    | Stoccolma     | Svezia          | Avicii Arena                  | —               | —            |              |
| 26 aprile 2025    | Bærum         | Norvegia        | Telenor Arena                 | —               | —            |              |
| 28 aprile 2025    | Copenaghen    | Danimarca       | Royal Arena                   | —               | —            |              |
| 29 aprile 2025    | Copenaghen    | Danimarca       | Royal Arena                   | —               | —            |              |
| 2 maggio 2025     | Hannover      | Germania        | ZAG-Arena                     | —               | —            |              |
| 4 maggio 2025     | Amsterdam     | Paesi Bassi     | Ziggo Dome                    | —               | —            |              |
| 5 maggio 2025     | Amsterdam     | Paesi Bassi     | Ziggo Dome                    | —               | —            |              |
| 7 maggio 2025     | Amsterdam     | Paesi Bassi     | Ziggo Dome                    | —               | —            |              |
| 9 maggio 2025     | Berlino       | Germania        | Uber Arena                    | —               | —            |              |
| 29 maggio 2025    | Colonia       | Germania        | Lanxess Arena                 | —               | —            |              |
| 30 maggio 2025    | Colonia       | Germania        | Lanxess Arena                 | —               | —            |              |
| 1º giugno 2025    | Praga         | Repubblica Ceca | O2 Arena                      | —               | —            |              |
| 3 giugno 2025     | Cracovia      | Polonia         | Tauron Arena                  | —               | —            |              |
| 4 giugno 2025     | Cracovia      | Polonia         | Tauron Arena                  | —               | —            |              |
| 6 giugno 2025     | Vienna        | Austria         | Wiener Stadthalle             | —               | —            |              |
| 8 giugno 2025     | Bologna       | Italia          | Unipol Arena                  | —               | —            |              |
| 10 giugno 2025    | Parigi        | Francia         | Accor Arena                   | —               | —            |              |
| 11 giugno 2025    | Parigi        | Francia         | Accor Arena                   | —               | —            |              |
| 14 giugno 2025    | Barcellona    | Spagna          | Palau Sant Jordi              | —               | —            |              |
| 15 giugno 2025    | Barcellona    | Spagna          | Palau Sant Jordi              | —               | —            |              |
| 7 luglio 2025     | Glasgow       | Regno Unito     | OVO Hydro                     | —               | —            |              |
| 8 luglio 2025     | Glasgow       | Regno Unito     | OVO Hydro                     | —               | —            |              |
| 10 luglio 2025    | Londra        | Regno Unito     | The O2 Arena                  | —               | —            |              |
| 11 luglio 2025    | Londra        | Regno Unito     | The O2 Arena                  | —               | —            |              |
| 13 luglio 2025    | Londra        | Regno Unito     | The O2 Arena                  | —               | —            |              |
| 14 luglio 2025    | Londra        | Regno Unito     | The O2 Arena                  | —               | —            |              |
| 16 luglio 2025    | Londra        | Regno Unito     | The O2 Arena                  | —               | —            |              |
| 17 luglio 2025    | Londra        | Regno Unito     | The O2 Arena                  | —               | —            |              |
| 19 luglio 2025    | Manchester    | Regno Unito     | Co-op Live                    | —               | —            |              |
| 20 luglio 2025    | Manchester    | Regno Unito     | Co-op Live                    | —               | —            |              |
| 22 luglio 2025    | Manchester    | Regno Unito     | Co-op Live                    | —               | —            |              |
| 23 luglio 2025    | Manchester    | Regno Unito     | Co-op Live                    | —               | —            |              |
| 26 luglio 2025    | Dublino       | Irlanda         | 3Arena                        | —               | —            |              |
| 27 luglio 2025    | Dublino       | Irlanda         | 3Arena                        | —               | —            |              |
| Asia              |               |                 |                               |                 |              |              |
| 16 agosto 2025    | Saitama       | Giappone        | Saitama Super Arena           | —               | —            |              |
| 17 agosto 2025    | Saitama       | Giappone        | Saitama Super Arena           | —               | —            |              |
| Nord America      |               |                 |                               |                 |              |              |
| 9 ottobre 2025    | Miami         | Stati Uniti     | Kaseya Center                 | —               | —            |              |
| 11 ottobre 2025   | Miami         | Stati Uniti     | Kaseya Center                 | —               | —            |              |
| 12 ottobre 2025   | Miami         | Stati Uniti     | Kaseya Center                 | —               | —            |              |
| 14 ottobre 2025   | Orlando       | Stati Uniti     | Kia Center                    | —               | —            |              |
| 16 ottobre 2025   | Raleigh       | Stati Uniti     | Lenovo Center                 | —               | —            |              |
| 17 ottobre 2025   | Raleigh       | Stati Uniti     | Lenovo Center                 | —               | —            |              |
| 19 ottobre 2025   | Charlotte     | Stati Uniti     | Spectrum Center               | —               | —            |              |
| 20 ottobre 2025   | Charlotte     | Stati Uniti     | Spectrum Center               | —               | —            |              |
| 23 ottobre 2025   | Filadelfia    | Stati Uniti     | Xfinity Mobile Arena          | —               | —            |              |
| 25 ottobre 2025   | Elmont        | Stati Uniti     | UBS Arena                     | —               | —            |              |
| 26 ottobre 2025   | Elmont        | Stati Uniti     | UBS Arena                     | —               | —            |              |
| 7 novembre 2025   | New Orleans   | Stati Uniti     | Smoothie King Center          | —               | —            |              |
| 8 novembre 2025   | New Orleans   | Stati Uniti     | Smoothie King Center          | —               | —            |              |
| 10 novembre 2025  | Tulsa         | Stati Uniti     | BOK Center                    | —               | —            |              |
| 11 novembre 2025  | Tulsa         | Stati Uniti     | BOK Center                    | —               | —            |              |
| 13 novembre 2025  | Austin        | Stati Uniti     | Moody Center ATX              | —               | —            |              |
| 14 novembre 2025  | Austin        | Stati Uniti     | Moody Center ATX              | —               | —            |              |
| 18 novembre 2025  | Phoenix       | Stati Uniti     | PHX Arena                     | —               | —            |              |
| 19 novembre 2025  | Phoenix       | Stati Uniti     | PHX Arena                     | —               | —            |              |
| 22 novembre 2025  | San Francisco | Stati Uniti     | Chase Center                  | —               | —            |              |
| 23 novembre 2025  | San Francisco | Stati Uniti     | Chase Center                  | —               | —            |              |
| Totale            | Totale        | Totale          | Totale                        | —               | —            |              |